# Jorge Daponte
Jorge Daponte (Buenos Aires, Argentina, 5 de junho de 1923 – Buenos Aires, 9 de março de 1963) foi um automobilista argentino que participou de dois dos Grandes Prêmios de Fórmula 1: 1954 e da 1954.